# Las 500 ½ de Radiador Spings
Las 500 ½ de Radiador Springs es un cortometraje de Cars Toons. Es el cuarto en Tales from Radiator Springs y el único en estrenarse en la aplicación de Disney, Disney Movies Anywhere el 20 de mayo de 2014, luego en Disney Channel el 1 de agosto de 2014.

## Argumento
La ciudad de Radiador Springs está presentando su celebración anual del "Día de Stanley", en honor al fundador del pueblo, Stanley, por lo que Rayo McQueen se viste como él, y el resto de los residentes se visten como a principios de los 1900s. Mate, entonces ve una nube de polvo en la distancia, mientras un grupo de camiones baja a toda velocidad buscando a McQueen, habiendo oído que es el auto más rápido del oeste. Mate les dice que McQueen es el más rápido. Tiempo después, los camiones insultan a Stanley, haciendo enfurecer a Lizzie, e incitando a McQueen a que les rete a una carrera.
Luigi y Guido le dan a McQueen una modificación fuera de la tienda, y los corredores se preparan para iniciar la carrera. Mate informa a los corredores de su recorrido con una serie de extremadamente confusas y rápidas direcciones. Mientras los corredores están en la pista de carreras, Mate guía al resto de la pandilla a un camino seguro, y se viste como Stanley para no entristecer a Lizzie. Los corredores llegan a un cañón que tiene un camino dividido, y a tractores cerca, Mate les había informado que fueran a la izquierda pero giraron a la derecha, ya que se confundieron cuando Mate dijo que la izquierda los llevaría derecho al camino. Mientras los residentes condujeron por las tranquilas colinas que estaban bajo el cañón, los corredores fueron por un camino lleno de rocas que les estorbaban. Los camiones Baja se detuvieron a la orilla de un risco, en donde Sandy dijo "No hay manera de que Stanley pudiera haber hecho esto". McQueen, pensando en que los otros se habían rendido, se cayó por el risco y los otros corredores lo siguieron antes de que todos se deslizaran por la empinada colina. Sally le preguntó a Mate como era conducir por allí en 1909, a lo que Mate respondió que había muchas altas y bajas.
Luego, los corredores pasaron por un campo de cactus, siendo lastimados por muchas piezas de cactus que les cayeron. Mientras tanto, Mate y la pandilla disfrutaron pasando por el camino junto a un lago. Cuando llegaron a la Caverna de la Luz, Ramón disfrutó los brillos de la cola de Flo, antes de que Mate dijera "Síganme todos, hay que sacar el brillo". Los corredores mientras tanto, entraron a una caverna distinta, y Sandy pensó que era la Caverna de la Luz, hasta que McQueen se dio cuenta, usando sus luces delanteras, que eran tubos de escape que rociaron a todos de hollín.
Cuando Mate y la Pandilla llegan al Bosque Encantado, Fillmore le preguntó a Mate que tanto les faltaba, a lo que Mate respondió que aun no estaban fuera del bosque, hasta que unos segundos después, Mate anunció: "Bien, ahora ya salimos" y el Pitty tocó su tambor de nuevo. La pandilla llegó a la ciudad y el pitty tocó sus palillos luego de que Mate se colocara junto a la estatua de Stanley y dijera que estaba junto a él mismo. La pandilla luego se preguntó donde estarían los corredores (pues ya deberían haber vuelto), y ellos estaban en perdidos en un bosque tenebroso y oscuro en vez del Bosque Encantado, y se asustaron por los múltiples cuerpos de carros que encontraron junto a ellos.Cuando los corredores volvieron a la ciudad, fueron humillados por la valentía de Stanley, ya que no podían entender cómo un carro como Stanley había hecho tal travesía. (Sin saber que su camino fue completamente diferente). Mate les pregunto si disfrutaron su recorrido, a lo que Sandy respondió que Stanley era "un tipo duro". McQueen luego respondió que Stanley era "el más rudo carro del oeste" mientras un fantasma de Stanley apareció y guiñó un ojo.

## Reparto
Se muestra al actor de voz original y el de Latinoamérica junto al personaje que interpretan.
- Owen Wilson/Sergio Gutiérrez Coto: Rayo McQueen
- Larry the Cable Guy/César Filio: Mate
- Steve Purcell/Salvador Reyes: Sandy Dunes
- Jess Harnell/Eduardo Fonseca: Blue Grit
- John Cygan/Esteban Desco: Idle Threat
- Danny Mann/Erick Salinas: Shifty Sidewinder
- Michael Wallis/Francisco Colmenero: Sheriff
- Tony Shalhoub/Arturo Mercado Jr.: Luigi
- Lloyd Sherr/Eduardo Tejedo: Fillmore
- Bonnie Hunt/ Rosalba Sotelo: Sally Carrera
- Paul Dooley/Polo Ortín: Sargento
- Jenifer Lewis/Simone Broock: Flo
- Guido Quaroni/Raúl Aldana: Guido

### Voces adicionales
- Lori Alan
- April Winchell

## Curiosidades
- Este es el primer episodio de Cars Toons en el que Owen Wilson (el actor de voz original de Rayo), le dio la voz a McQueen, en vez de Keith Ferguson.
- El bosque al que McQueen y los camiones Baja llegaron y se perdieron es de una escena eliminada de Cars. En esa escena, antes de llegar a Radiador Springs, Rayo McQueen se encontraba perdido en un cementerio lleno de cuerpos de carros con árboles creciendo en ellos, cosa que le daría pánico.
- El famoso Grito de Wilhelm se escucha cuando los corredores se caen del risco a la montaña rocosa.
- La línea de Sandy "¿Te gusta el sabor a polvo, chico de ciudad?" puede ser una referencia a la primera película en donde Sheriff le dice a McQueen "¿Bonita vista, chico de ciudad?" mientras está siendo "operado" por Doc Hudson.
- Uno de los cuerpos de carros en el bosque se parece a Doc Hudson.
- La línea de Sandy a Mate, "¿Qué es un Mate?" y Mate diciendo "Es como un tomate con remate" puede ser una referencia a una escena de Hakuna Matata en The Lion King, en donde Simba dice "Que onda es esa" y Timon responde "Nada. ¿Que onda contigo?"